# Anne Heggtveit
Dorothy Anne Heggtveit (Ottawa, 11 gennaio 1939) è un'ex sciatrice alpina canadese, campionessa olimpica e iridata nello slalom speciale a Squaw Valley 1960 e campionessa del mondo nella combinata nel 1960.

## Biografia
Anne Heggtveit proviene da una famiglia di grandi tradizioni negli sport invernali: è figlia di Halvor, fondista, e nipote di Bud Clark, fondista, combinatista nordico e sciatore alpino.

### Stagioni 1948-1957
Sciatrice polivalente, fu un talento precoce: entrò a far parte della nazionale canadese ad appena 9 anni e a 14 fu selezionata per partecipare alle gare nel circuito europeo: debuttò in occasione del trofeo Hahnenkamm 1954 (Kitzbühel, 22-24 gennaio), nel quale si classificò 27ª nello slalom speciale e non completò la discesa libera e lo slalom gigante, e al successivo trofeo Holmenkolen-Kandahar (Voss/Oppdal, 19-21 febbraio) vinse lo slalom gigante. Nella stessa stagione ai Mondiali di Åre 1954 (1-7 marzo), suo esordio iridato, si piazzò 9ª nella discesa libera, 31ª nello slalom gigante, 7ª nello slalom speciale e 14ª nella combinata, mentre l'annata successiva fu compromessa da un infortunio patito il 31 gennaio 1955 a Mont-Tremblant (frattura della gamba sinistra), che ne compromise il prosieguo della stagione.
Tornò alle gare in occasione del trofeo Hahnenkamm 1956 (Kitzbühel, 14-15 gennaio) e ai successivi VII Giochi olimpici invernali di Cortina d'Ampezzo 1956 (26 gennaio-5 febbraio), suo esordio olimpico, fu 22ª nella discesa libera, 29ª nello slalom gigante, 30ª nello slalom speciale e 18ª nella combinata, disputata in sede olimpica ma valida solo ai fini dei Mondiali 1956. Anche la stagione 1956-1957, durante la quale gareggiò soltanto in Nordamerica, fu segnata da un un infortunio (slogatura a una caviglia).

### Stagioni 1958-1960
Nella stagione 1957-1958 si classificò 3ª nello slalom gigante di Saalfelden (26 gennaio), ai Mondiali di Badgastein 1958 (2-9 febbraio) si piazzò 7ª nella discesa libera, 15ª nello slalom gigante, 8ª nello slalom speciale e 6ª nella combinata e al trofeo Holmenkolen-Kandahar (Holmenkollen, 13-15 marzo) fu 3ª sia nello slalom speciale sia nella combinata; nella successiva stagione 1958-1959 vinse lo slalom speciale e la combinata del trofeo Ruben Blan (Sankt Moritz, 23-25 gennaio), vinse la combinata del trofeo Arlberg-Kandahar (Garmisch-Partenkirchen, 5-7 febbraio), classificandosi 3ª nella discesa libera e 2ª nello slalom speciale, vinse la discesa libera, lo slalom speciale e la combinata del trofeo Québec-Kandahar (Mont-Tremblant, 27 febbraio-1 marzo) e si piazzò 2ª nello slalom speciale dei Vermont Championships (Stowe, 13-15 marzo).
Nella stagione 1959-1960 vinse lo slalom gigante, lo slalom speciale e la combinata della Roch Cup (Aspen, 6-7 febbraio) e ai successivi VIII Giochi olimpici invernali di Squaw Valley 1960 (19-27 febbraio), suo congedo agonistico, vinse la medaglia d'oro nello slalom speciale (valida anche ai fini iridati) e nella combinata, disputata in sede olimpica ma valida solo ai fini dei Mondiali 1960; si classificò inoltre 12ª sia nella discesa libera sia nello slalom gigante. Nella prova di slalom speciale, oltre a conquistare la prima medaglia per il Canada nello sci alpino ai Giochi olimpici, stabilì il primato del maggior vantaggio mai marcato in sede olimpica sia sulla seconda classificata, la statunitense Betsy Snite (3,3 secondi), sia sulla terza, la tedesca Barbara Henneberger (7 secondi). Confermò il suo ritiro in un'intervista rilasciata il 1º ottobre dello stesso anno, dichiarando fra l'altro:
(Anne Heggtveit, 1º ottobre 1960)

## Palmarès

### Olimpiadi
- 1 medaglia, valida anche ai fini dei Mondiali:
  - 1 oro (slalom speciale a Squaw Valley 1960)

### Mondiali
- 1 medaglia, oltre a quella vinta in sede olimpica e valida anche ai fini iridati:
  - 1 oro (combinata a Squaw Valley 1960)

### Classiche
Arlberg-Kandahar
- 1 vittoria (combinata a Garmisch-Partenkirchen 1959)

Holmenkolen-Kandahar
- 1 vittoria (slalom gigante a Voss/Oppdal 1954)

Québec-Kandahar
- 3 vittorie (discesa libera, slalom speciale, combinata a Mont-Tremblant 1959)

Roch Cup
- 3 vittorie (slalom gigante, slalom speciale, combinata ad Aspen 1960)

Ruben Blan
- 2 vittorie (slalom speciale, combinata a Sankt Moritz 1959)

### Campionati canadesi
- 3 ori (discesa libera, slalom speciale, combinata nel 1959[2][3])

### Campionati statunitensi
- 2 podi (dati parziali):
  - 2 vittorie (slalom gigante, slalom speciale nel 1960[2][18])

## Riconoscimenti
- Lou Marsh Trophy (1960)[2]
- U.S. National Ski Hall of Fame (1976)[3]